# Yuelai, Shizhu
Yuelai (kinesiska: 悦崃)  är en köping i sydvästra Kina. Den ligger i Shizhu härad i storstadsområdet Chongqing, omkring 180 kilometer nordost om det centrala stadsdistriktet Yuzhong. Antalet invånare är 12 298. Befolkningen består av 6 213 kvinnor och 6 085 män. Barn under 15 år utgör 26,0 %, vuxna 15-64 år 60 %, och äldre över 65 år 12,0 %.